# Józef Frejlich

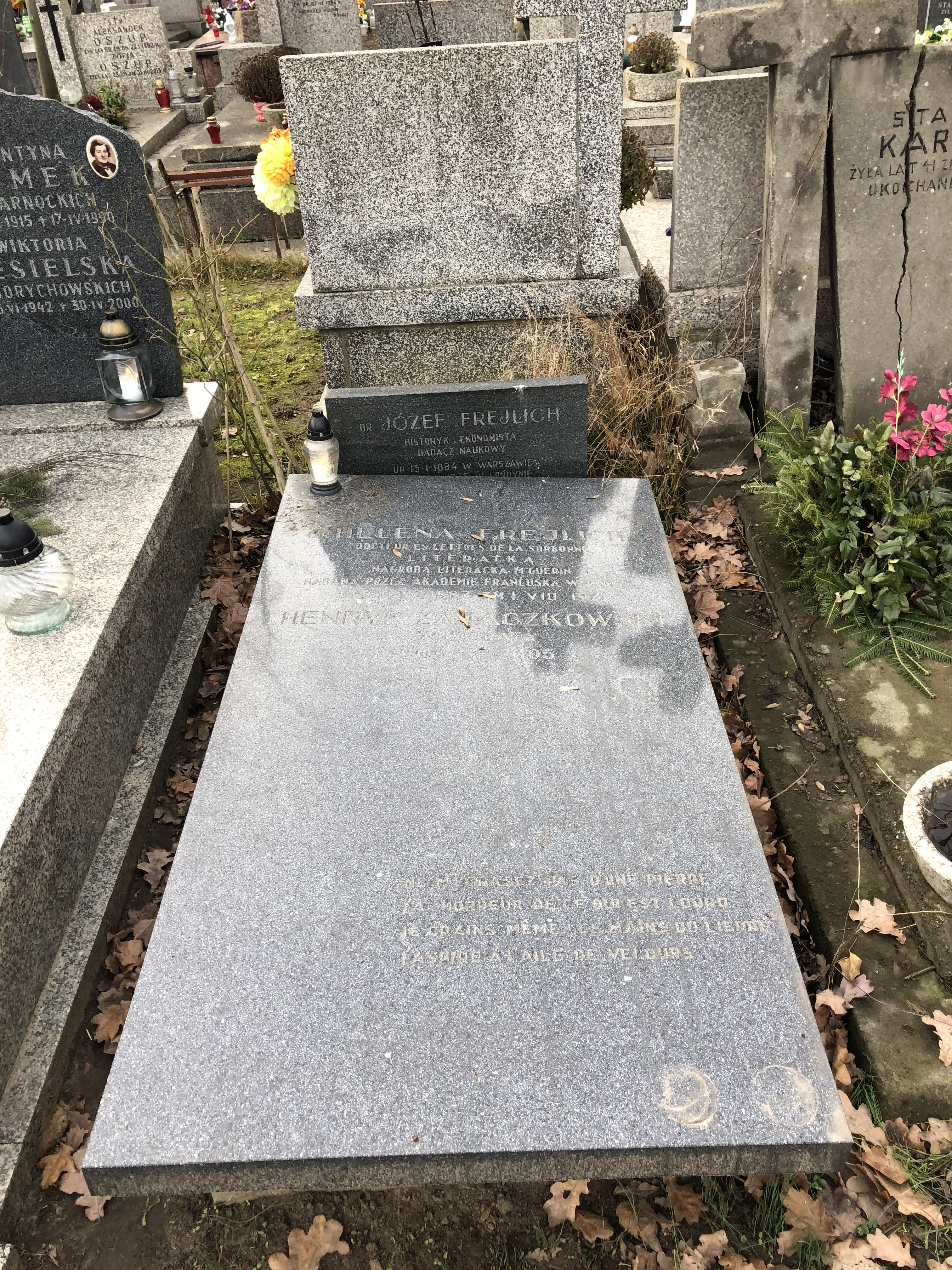
Grobowiec Heleny i Józefa Frejlichów na cmentarzu Bródnowskim w Warszawie

Józef Frejlich ps. „Most” (ur. 13 stycznia 1884 w Warszawie, zm. 24 czerwca 1976 w Londynie) – działacz niepodległościowy i socjalistyczny, historyk PPS, doktor filozofii, wydawca tekstów źródłowych.

## Życiorys
Od 1901 działacz PPS, następnie w PPS-Frakcji Rewolucyjnej. W 1912 związany z grupą Feliksa Perla i pismem "Placówka". W latach 1912–1939 mieszkał w Berlinie, pracując tam w archiwach. W Polsce przebywał okresowo. Wybuch wojny zastał go w Warszawie. Od 1940 na emigracji w USA i Wielkiej Brytanii. Czynny w emigracyjnych strukturach PPS. Publikował w londyńskich "Wiadomościach", związany
też z paryską "Kulturą" i "Zeszytami Historycznymi". Oprócz historii PPS zajmował się też historią wojskowości (Legion generała Józefa Bema w walce o sukcesję portugalską, 1912). Pochowany na cmentarzu Bródnowskim (kwatera 112T-1-16).

## Ordery i odznaczenia
- Krzyż Niepodległości – 16 września 1931 „za pracę w dziele odzyskania niepodległości”[2][1]

## Wybrane publikacje
- Dyzlokacja wojsk rosyjskich w Królestwie Polskim, Warszawa: nakł. autora 1911.
- Królestwo Polskie jako teren strategiczny: studjum wojskowo-gieograficzne, Warszawa: nakł. aut. 1911.
- Autobiografia Feliksa Breańskiego, wyd., słowem wstępem poprzedził, przypisami opatrzył Józef Frejlich, Kraków: G. Gebethner 1914.
- Fundamental conditions of the economic independence of Poland, Chicago, IL: Polish National Defense Committee 1918.
- La Pologne prussienne, Paris - Neuchatel: Attinger Frères 1918.
- La structure nationale de la Pologne: étude statistique, Neuchatel 1918.
- Les richesses extractives de la Pologne, Varsovie : Societe de Publications Internationales 1921.
- Europa w okresie restauracji (1815-1847), Kraków: Krakowska Spółka Wydawnicza 1923.
- Polska w dobie Wielkiej Emigracji, Kraków: Krakowska Spółka Wydawnicza 1923.
- Ameryka i Daleki Wschód w polityce światowej, Kraków: Krakowska Spółka Wydawnicza 1924.
- Gospodarstwo samorządowe w byłej dzelnicy pruskiej, Kraków: Krakowska Spółka Wydawnicza 1924.
- Okres równowagi europejskiej (1871-1914), Kraków: Krakowska Spółka Wydawnicza 1924.
- Pamiętnik Mierosławskiego (1861-1863), wyd. Józef Frejlich, Warszawa: Inst. Wydaw. "Bibljoteka Polska" 1924.
- Polska w dobie przeobrażeń społecznych (1885-1904), Kraków: Krakowska Spółka Wydawnicza 1924.
- Prusy i Austrja na ziemiach polskich przed r. 1846, Kraków: Krakowska Spółka Wydawnicza 1924.
- Koncentracja w przemyśle cukrowniczym wszechświatowym: koncerny-trusty-kartele, Warszawa: Wydaw. Związku Cukrowni b. Królestwa Polskiego 1929.
- Od Wiosny Ludów do wojny francusko-pruskiej (1848-1871), Lwów: Zakład Narodowy im. Ossolińskich 1939.